# 黑道律師文森佐
《黑道律師文森佐》（： Binsenjo），為韓國tvN於2021年2月20日起播出的週末連續劇，由《成為王的男人》的金熙元導演與《熱血祭司》的朴才範編劇合作打造。此劇講述因組織內部糾紛而從義大利逃到韓國的黑手黨顧問文森佐·卡薩諾（宋仲基飾），在遇上律師洪車瑛（全汝彬飾）後，兩人以黑手黨的方式實現正義的故事。
Netflix於2021年2月20日起於全球上線。
本劇首播收視率7.659%（AGB全國），為tvN戲劇首播收視第4名；大結局收視率達14.636%（AGB全國），成為tvN戲劇最高收視紀錄第6名，後被《王后傘下》超越。

## 演員陣容

### 主要人物[6]
| 演員                    | 角色                                 | 介紹 |
| 宋仲基 （童年：金柿雨） | 文森佐·卡薩諾 （義大利語：Vincenzo Cassano）/ 朴柱亨 | 義大利黑手黨卡薩諾家族法律顧問 → 稻草律師事務所顧問 → 卡薩諾家族首領。 韓裔義大利律師，義大利語的綽號是「吃飽的貓」。他是冷血的戰略專家，擁有完美的撲克臉，對正義一點興趣也沒有，覺得以惡制惡的正義才是王道。對老闆絕對忠誠，認為卡薩諾家族就是法律，以直擊要害的方法處理事情，誰也不能拒絕他的提案。然而，如果他下定決心向傷害自己的人報復，將會令他們化為焦土。自從義父過世後，開始被二代黑幫老大追殺，讓他決心離開義大利，直奔韓國，並執行一項中國黑幫給予他的秘密任務。 文森佐雖然擁有出眾的武術實力，但卻從不輕易顯露；外表雖是韓國人，但氣質是天生的意大利男人。熱愛時尚、繪畫、歌劇、足球、義大利麵，卻也有不擅長的事，他並不相信愛情，但這一切在遇到「流氓律師」洪車瑛後有了巨大轉變。 |
| 全汝彬                  | 洪車瑛                               | 友像律師事務所頂級律師 → 稻草律師事務所代表。 洪有燦的女兒，擁有「惡魔的舌頭」和「魔女的執著」的「流氓」律師。能言善道、聰明靈巧的她，幾乎沒有輸過任何一場官司，好強不服輸的個性，為了贏得官司會不擇手段，就算遇到同為律師的老爸也不輕易放水。 她認為韓國與義大利無異，國會、檢察院、警察、政府機關和企業就是巨型的黑手黨，她的標準不是善與惡，而是對自己是有利還是不利。因此，她與爸爸不同，會不擇手段地踩著別人晉升，生活的原動力只有成功和目標，對正義並不關心。但這樣的鐵石心腸卻因為漸漸發現文森佐的另外一面而改變… |
| 玉澤演 （少年：文成賢） | 張俊宇/張漢碩                        | 友像律師事務所實習生 → 正式律師→巴別集團會長。 本名「張漢碩」化名為「張俊宇」，張漢書同父異母的哥哥，實際上是巴別集團的幕後老大。從小在海外留學做什麼都是第一名，非常聰明，外表帥氣又擁有呆萌性格，但實則是個陰暗腹黑的人。不論男女老少和職位高低，有時會不經意說出讓人感到不尊重的短句，但感覺不出惡意。 身為張俊宇時工作能力並不出色，但他卻自認是「律師界的詹姆斯龐德」，非常喜歡前輩洪車瑛，每天都貼身保護，夢想是希望未來能成為她的最佳工作拍檔。但沒想到，夢想隨著文森佐的出現之後變了調，工作和愛情也漸漸地產生了裂痕…從小就被教導能夠抓住的東西就絕對不能錯過，因此他的真面目也逐漸顯現。                                                                                              |

### 友像律師事務所[7]
| 演員   | 角色   | 介紹 |
| 金麗珍 | 崔明熙 | 南東部檢察官 → 友像律師事務所共同代表律師。 認為法律是結果的花紋包裝紙，在過程中殺人、救人也好，都沒有關係，最後只是用法律條文好好包裝預定的結果。表面上有著樸素的語氣和溫和的慶尚道方言語調，是喜歡跳尊巴舞的中年大媽，但內心卻是個狠毒的毒蛇。原為東南部地方檢察院特殊部有「快刀手」之稱的王牌檢察官，在後輩韓勝赫的力邀之下，加入了友像律師事務所，成為律師。最後因作惡多端，被文森佐處以火刑焚燒而亡。                                                                                         |
| 趙漢哲 | 韓勝赫 | 友像律師事務所代表 → 南東部地檢署新地檢長。 雖然擁有著最高的資歷，可他骨子裡卻散發著卑鄙和賤視普通人的思想，對強者徹底屈服，毫不留情地踐踏弱者，有時踐踏還不夠，還把他們弄成粉末。他擁有可以掌握檢察機關和媒體的超強人際關係、情報和資金能力，並與有影響力的黑社會保持著密切的合作關係。他把全部精力都投入到有龐大資源的巴別集團中，為他們處理所有骯髒的事情，還聘請了崔明熙加入律師事務所，準備橫掃財富和名譽。但自从文森佐出現後便開始惹上麻煩，使他陷入了困境，最後被張漢碩派出的殺手刺殺身亡。 |
| 楊承元 | 徐聖宛 | 友像律師事務所律師。擅長聲音模仿，是洪車瑛在友像律所安插的情報員。 |
| 朴多賢 | 尹仁胥 | 友像律師事務所律師。與洪車瑛是敵對，對崔明熙忠心耿耿。 |
| 鄭延宇 | 朴道勳 | 友像律師事務所律師。與洪車瑛是敵對，後因崔明熙殺害大昌日報社長計畫失敗被依教唆殺害抓入獄。 |

### 南東部地檢署
| 演員   | 角色    | 介紹 |
| 徐進元 | 黃進泰  | 南東部地檢長。性格高傲，視崔明熙為走狗，喜歡做些不法勾當。最大的願望是送兒子去歐洲踢足球。後因親眼看著徐雄浩被活活打死，害怕張漢碩對自己和自己的兒子下手而淪為奴才。 |
| 黃泰光 | 徐雄浩  | 南東部部長檢察官。黃進泰的下屬兼心腹，曾經爆出醜聞，一直要崔明熙幫其善後。後被張漢碩用曲棍球棍活活打死。 |
| 高尚浩 | 鄭仁國  | 南東部檢察官 → 南東部地檢署部長檢察官。 有妻子及一名女兒，一開始為人正直，因為從不聽別人的話堅持自己的原則而有「銅牆鐵壁」的稱號。從巴別集團老會長還在時就開始調查試圖要將巴別集團的醜聞一一揭發，中期為了謀取斷頭台檔案找上文森佐合作，之後利用完文森佐，投靠張漢碩。因無視文森佐給他的最後寬容機會，在升職慶功聚會當晚，被文森佐從高樓丟下而身亡。 |
| 全俊宇 | 檢察官A | 南東部檢察官。 |
| 金炳哲 | 檢察官B | 南東部檢察官。 |

### 巴別集團（BABEL GROUP）[9]
| 演員   | 角色   | 介紹 |
| 劉永福 | 張國漢 | 張漢碩和張漢書的父親，由張漢碩親手殺死的。 |
| 郭東延 | 張漢書 | 巴別集團會長 → 巴別集團副會長 → 巴別集團會長。 張俊宇同父異母的弟弟。母親曾是父親身邊的年輕女秘書，在小小年紀就成為了會長但實則是傀儡。作為毫無犯罪意識的天生惡棍，為了自己的利益會使用暴力；以財富和權力為基礎，經常進行各種刁難和惡霸行為。但後期把文森佐當作非常崇拜的哥哥，還為了保護文森佐而擋子彈，最後被親哥哥開槍打死。 |
| 羅喆   | 羅德鎮 | 巴別集團投資開發組長 → 唱歌的羅組長。 巴別集團投資開發組長。常找錦加大廈居民麻煩，後因外遇醜聞被文森佐威脅，讓其無法對錦加大廈出手。最後因無法完成對錦加大廈的拆除工程而被巴別集團開除，只能跑去娛樂場所唱歌賺錢。 |

### 國家安全局 對外安保情報院
| 演員   | 角色   | 介紹 |
| 林徹洙 | 安基石 | 安全情报局海外罪犯組織对应小組意大利部门负责人組長 → 局長。 對外安全情報院海外犯罪組織對應小組意大利部門的唯一職員。第一次接到處理海外犯罪組織命令的那天，他因充滿夢想的激動而徹夜難眠，但是對應小組卻只是做樣的一人組織，可對於經常會看意大利風景影片的他來說，文森佐前往韓國是他盼望已久的執行任務機會。為了密切監視來到韓國的文森佐，不惜潛入錦加大廈臥底監視他，決心要消滅企圖在韓國紮根的奸惡黑手黨。但是，文森佐卻令他覺得越看越有魅力，伴隨時間的流逝以及一連串巧合與誤會，他的心已被文森佐迷住，成了小迷弟並擔任文森佐粉絲後援會長。 |
| 權泰元 | 太淙九 | 對外安保情報院國際組織犯罪應對局局長 → 院長。 對外安保情報院國際組織犯罪應對局局長。一開始很不認同安基石的做法，後來認為有利可圖，選擇與文森佐共同對抗巴別集團。 |
| 崔英俊 | 曹英雲 | 錦加大廈業主 → 對外安保情報院國際組織犯罪應對局臥底探員 →組長。 6年前在意大利被文森佐救了之後，成為他的商業夥伴，出色的情報能力和快速判斷情況的能力，幫助文森佐不少的事。但看到文森佐把重心放在尋找巴別幕後會長，擔心延誤開取地下祕寶的計畫，因此匿名檢舉寺廟。其真實身份是被鄭仁國利用、謀取斷頭台檔案的情報局臥底探員，後與文森佐解除誤會，繼續幫助文森佐。 |

### 稻草律師事務所
| 演員   | 角色   | 介紹 |
| 劉宰明 | 洪有燦 | 稻草律師事務所代表。 事務所開設於殘舊的錦加大廈，他是沒有物慾、體恤平民的庶民律師，不會妥協於不義之下。以前是人權律師，因某事件失去了妻子，因此女兒車瑛很氣恨他。雖然他非常疼愛女兒，但每次看到車瑛成為「惡人律師」時，都會非常生氣，並與她發生口角，但其實還是很關心女兒。作為錦加大廈的法務代理人，雖然他很警惕和業主一起來的文森佐，但一起度過的時間越長，就愈信任和依賴文森佐，他也是改變文森佐的價值觀、引領他新生活的人生導師。後因介入巴別製藥的事而遇害，被崔明熙派出的手下用大卡車將其直接撞死。 |
| 尹炳熙 | 南朱晟 | 稻草律師事務所分支機構事務長。 對於一直生活在深深失敗感和無力感中的他來說，是文森佐教導了他體驗戰勝對手的刺激感。與看上去傻乎乎的外貌不同，曾經當過特效化妝師的他以出眾的手藝被稱為「黃金手」。 |

### 錦加大廈[11]
| 演員   | 角色     | 介紹 |
| 楊慶元 | 李哲旭   | 大叔當鋪老闆，前全國體育大賽摔角金牌手。 他總是穿著熒光運動服，拖着無檐小便帽和拖鞋。儘管廣場裏的商人們始終如一地無視他，但他依然自稱為武術高手。他不懂事的樣子讓妻子感到羞愧，可每天都吵吵鬧鬧，但他比任何人都愛妻子。 |
| 徐藝華 | 張妍珍   | 哲旭的妻子，前全國體育體育大賽舉重金牌手。 雖然有點土氣，但喜歡打扮得不像年齡般漂亮。與丈夫不同，她的性格精明，家裡決策權都在她手中。 |
| 崔德文 | 卓弘植   | 第一洗衣店老闆。 他從小就在農村集市裡長大，右手拿著飯勺，左手拿著裁剪剪刀，是洗衣的匠人。作為鬆鬆垮垮的忠清道人，他具有牛勁和韌勁，遇到自稱穿著手工西裝，名字荒唐的文森佐後，瑣碎的日子開始變得非常嘈雜。實際上深藏不露，年輕時曾經混過黑幫，號稱「忠洲貓頭鷹派閃電剪刀手」。 |
| 金允慧 | 徐薇梨   | 命運鋼琴學院院長。 擁有絕對音感，單憑走廊上的腳步聲就能一下子猜出是誰。雖然身體纖弱、聲音柔弱，但在演奏肖邦的曲子時，卻散發出強烈的男性魅力。她的性格笨拙，被廣場人稱為傻瓜。真實身份為駭客及系統保安工程師、錦加大廈地下室金庫安保系統的設計者，對文森佐很有好感。 |
| 李恆娜 | 郭熙秀   | 英浩小吃店老闆，前亞洲蠅量級女子拳擊冠軍。 雖然以前是甜甜的炒年糕高手，但她的人生與炒年糕不同，只是又辣又鹹。她的丈夫在兒子的週歲宴上留下「雖然愛你，但想自由地生活」的不負責任字條後突然消失。為了養活家庭，她咬緊牙關拼命生活，在培養中二病兒子的艱難人生中，遇到了文森佐，得到了微妙的安慰。 |
| 姜彩民 | 金英浩   | 熙秀的兒子。 就讀加載初級中學，相當不聽話的中二病傢伙。有一天，他頂撞文森佐，被狠狠罵了一番。他並不喜歡學習，但有自己的夢想，想當一位Youtuber，之後跟著母親的腳步加入學校拳擊社。 |
| 权乘佑 | 采信大師 | 暖藥寺資淺和尚。 幫助住持的僧人，有很深的佛心，比任何人都更有俠義心和追求正道。雖然對廣場的人們表示親切和慈悲，但對來自外地的文森佐卻非常刻薄。最終，他了解到文森佐的真心，成為他的朋友。 |
| 李宇鎮 | 紅河大師 | 暖藥寺住持。 每當人們遇到困難時都會給予溫暖的建議，雖然看似從容，但為了壓住像子彈一樣急躁的性情，每天日夜奮戰在修行上。因坐墊底下密室開關漏電，使其打坐中不時發出怪聲，也因此早早發現密室的存在。最後將寺院變成求婚祈福寺院。 |
| 金炯默 | 托托     | 義式餐廳Arno主廚。 總是給人親切的微笑，假裝自己是義大利人，實際出身於忠清北道鎮川郡，別說義大利，連峴港都沒去過。當真義大利人文森佐出現後，被其不斷吐槽廚藝，遭受了人生最大的挫折。為了得到文森佐的認可，刻苦的修煉廚藝，逐漸成為高手。 |
| 金雪鎮 | 拉里岡   | 舞蹈訓練所Go Step院長。 街頭霸王出身的舞者，希望有一天能在人滿爲患的紐約時代廣場跳起華麗的街頭舞。 |
| 金英雄 | 朴錫道   | 螞蟻財務管理公司代表 → 揮別氣球旅行社。 實際上是黑幫頭目，公司用來洗黑錢和發行私債。他擁有相當多的黑道下屬，外表冷酷，但性格優柔寡斷，經常多疑多慮。他依附巴別建設，替他們收購黃金住宅區的土地，但文森佐出現後令他們遭受屈辱。與險惡的職業不同，他也有出人意料的細膩的一面，曾經是外科護理人員，光看人的臉色，就能看穿他的腸狀態，聽到呼吸聲就能掌握脈搏數，非常敏銳。後到錦加大廈開起旅行社，自稱錦加洞海狸鼠。 |
| 李達   | 全秀南   | 螞蟻財務管理公司 → 揮別氣球旅行社。 錦加洞笑靨花，絕對服從朴錫道的助手，給人又瘦又髒的印象，眼看就是黑幫小混蛋。他聽到楊小姐的理想型是聰明的男人後開始學習，但不想讀書，每次都看假新聞裝懂後出醜，被大叔當鋪老闆稱為冒牌朴世路。 |
| 鄭智允 | 楊小姐   | 螞蟻財務管理公司會計職員 → 揮別氣球旅行社。 以超越一般會計師的天才能力負責管理資金，被錫道像奴隸一樣嚴酷地催逼，變得非常疲憊。對文森佐一見鍾情。 |

### 義大利黑手黨卡薩諾家族
| 演員             | 角色          | 介紹                                                                             |
|                  | 法比奧·卡薩諾 | 義大利黑手黨卡薩諾家族首領，保羅的父親、文森佐的義父，已死亡。                   |
| Salvatore Alfano | 保羅·卡薩諾   | 義大利黑手黨卡薩諾家族首領的兒子。對於父親總是更喜愛文森佐，而對文森佐懷恨在心。 |
| Luca Vaquer      | 盧卡          | 義大利黑手黨卡薩諾家族的手下，與文森佐關係良好。                                 |

### 其他人物
| 演員   | 角色       | 介紹 |
| 尹福仁 | 吳慶慈     | 文森佐的親生母親，被冤枉是殺害黃德培前會長而坐牢的幫傭。 以前由洪有燦擔任政府選派辯護律師，吳慶慈在監獄的期間，有燦不斷地提出上訴再審，但當她得知患有晚期胰腺癌，剩下沒有多少時間，因此拒絕有燦的提議。過去，吳慶慈曾因罹癌而選擇遺棄自己的親生兒子，送他入育幼院，對此吳慶慈感到相當後悔。認出文森佐是其子，對人生重啟希望，請求車瑛開啟重審，後卻被崔明熙派出的人殺死。但她的案子最终仍通過再審得到平反。 |
| 金真伊 | 委託人A    | 過去受洪有燦律師恩惠的人。 |
| 金琴順 | 委託人B    | 過去受洪有燦律師恩惠的人。 |
| 國重雄 | 委託人C    | 過去受洪有燦律師恩惠的人。 |
| 金恩錫 | 委託人D    | 過去受洪有燦律師恩惠的人。 |
| 李圭燮 | 姜鎬哲     | 殺害吳慶慈的人。 |
| 李道國 | 李皇圭     | 原為崔明熙的大水晶球，是殺害洪有燦的幫兇之一。後成為文森佐的手下暫時被文森佐利用做事，最後被文森佐設計，引爆其身上炸彈將其殺死。 |
| 金泰勳 | 表赫弼     | 原巴別集團部長，崔明熙的小水晶球，是殺害洪有燦律師的幫兇之一，後成為文森佐的手下暫時被文森佐利用做事，最後被崔明熙命人將其打死。 |
| 沈宇盛 | 李宇英     | 巴別化學的員工，是個孤兒。因長期在有毒環境工作罹患白血症，對錦加大廈的居民視如己出。是採信大師的好朋友。 |
| 金王根 | 千一洙     | 大昌日報會長。 |
| 李智英 | 法庭職員   | 法庭上主要的領導人。 |
| 洪書俊 | 吉宗文     | 巴別集團醫院院長。替巴別做了許多黑心事，最後被張漢碩派來的殺手幹掉。 |
| 姜燦   | 西裝裁縫   | 西裝裁縫店裁縫師。 |
| 全雲鍾 | 刑警A      | 被友像收買陷害車瑛的刑警。 |
|        | 刑警B      | 被友像收買陷害車瑛的刑警。 |
| 崔永敏 | 刑警C      | 處理錦加大廈和螞蟻財務管理公司鬥毆的員警。 |
| 金慶民 | 工會領袖   | 黃色工會領袖。 |
|        | 李石中     | 巴別化學工會委員長，因拒絕收賄而被崔明熙派人用貨車撞死。 |
| 吳承燦 | 畫廊保安   | 畫廊的保安。 |
| 琴光山 | 金礦鎮     | 原挖礦達人，是朴錫道的朋友。 |
| 林志敏 | 鄭仁國妻子 | 鄭仁國妻子。 |
| 尹瑞妍 | 鄭承敏     | 鄭仁國的女兒。 |
| 孟奉鶴 | 金旭賢     | 上川區議員，受巴別集團賄賂的高官。 |
| 金惠貞 | 區廳長     | 上川區區廳長，受巴別集團賄賂的高官。 |

### 特别出演
| 演員      | 角色                  | 介紹 | 登場集數   |
| 李熙俊    | 搶匪                  | 搶劫文森佐的匪徒。 | 1          |
| 陈善奎    | 搶匪                  | 在機場外假扮計程車司機的搶匪，搶劫文森佐。 | 1          |
| 郑顺元    | 機場警察              | 在機場盤查文森佐的警察。 | 1          |
| 申承煥    | 蘇賢宇                | 巴別化學訴訟代理人律師。 | 5          |
| 鄭英珠    | 律師                  | 被記者誤以為是文森佐的律師，剛打輸官司被擋車很不爽。 | 5          |
| 安昌煥    | Gilbert 吉伯特        | 在錦加大廈居住的露宿者。知道锦加大厦藏有黄金，并把此事告诉大厦裡的人，以换得一餐晚餐，後文森佐給他一筆錢，讓他忘掉大廈有黃金的秘密並離開錦加大廈。           | 6-7、12    |
| 車順裴    | 許法官                | 被友像律師事務所收買的大法官，後因文森佐的威脅下，不敢再欺騙社會大眾。                                                                                       | 6-7、19    |
| 金秉址    |                       | 南東部地檢長黃進泰兒子的足球隊教練。 | 7          |
|           | 吉烏塞佩(朱塞佩)·羅西 | 義大利BC米蘭足球隊總教練。文森佐的朋友，來韓國參訪和挑選潛力青年足球員選拔。                                                                                 | 7          |
| 柳妍      | 金如媛                | 星原大學醫院兒童癌症中心主任，也是成人白血病最高權威。喜歡聽歌劇，吉宗文院長的老婆。                                                                         | 7          |
| 金聖喆    | 黃敏誠                | 新廣銀行行長。是位同性戀者，如果自己心儀的男人們拒絕自己，就會對他們施暴。但卻深愛著上文森佐，即使被文森佐設計入獄，仍不改其對化名為「太皓」的文森佐的愛意。 | 8、20      |
| 林采茂    |                       | Moomoo樂園職員。 | 8          |
| 全國香    | 徐永純                | 新廣金融會長，黃敏誠的母親。最後黃會長性侵案被推翻，入獄服刑。                                                                                               | 8、20      |
| Nichkhun  | 真金振民              | 電視劇《野狗和豺的時間》的角色。 | 12         |
| 黃燦盛    | 假金振民              | 電視劇《野狗和豺的時間》的角色。 | 12         |
| 尹敬浩    | 南薪裴                | 黃色工會叛徒委員長。 | 13         |
| 全镇吾    | 朴燦基                | 巴別集團前景計劃組組長。 | 13         |
| 李慧貞    | 鄭道熙                | 拉古桑藝廊館長。 | 14-15      |
| 林成宰    | 比留大師              | 騙子靈媒。 | 15         |
| 全鎮基    | 吳政培                | 大昌日報社長。有著對靈媒大師絕對相信的信仰，曾殺害自己的親哥哥，是巴別集團老會長的舊識。                                                                     | 15-16      |
| 李璟榮    | 朴升俊                | 議員、總統候選人。被稱為「老人家」，跟韓勝赫關係不錯。 | 17         |
| 俞泰雄    | 金錫宇                | 朴升俊議員的小幫手，是個心狠手棘的人物。因得知錦加大廈地下室藏有金條及斷頭台檔案，威脅徐薇梨打開密室，最後成為議員候選人。                                   | 17-20      |
| 李善均    |                       | 聲音出演。徐聖宛表演模仿寄生上流角色朴東益時的配音。 |            |
| David Lee | 王小林                | 中國富豪。派駭客盜取韓國情報局機密文件，是錦加大廈金條的原主人，請文森佐幫忙藏金條，卻被臥底想要拿回機密文件的曹英雲社長下藥殺害心臟麻痺身亡。               | 11、12、13 |

## 原聲帶
- Part.1（發行日期：2021年2月28日）

| 曲序 | 曲目                  | 演唱   | 时长 |
| ---- | --------------------- | ------ | ---- |
| 1.   | Ombra mai fu          | 崔成勳 | 3:02 |
| 2.   | Ombra mai fu（Inst.） |        | 3:02 |

- Part.2（發行日期：2021年3月7日）

| 曲序 | 曲目                               | 演唱  | 时长 |
| ---- | ---------------------------------- | ----- | ---- |
| 1.   | Adrenaline (Italian ver.)          | Aalia | 3:27 |
| 2.   | Adrenaline (Italian ver.)（Inst.） |       | 3:27 |

- Part.3（發行日期：2021年3月14日）

| 曲序 | 曲目                | 演唱            | 时长 |
| ---- | ------------------- | --------------- | ---- |
| 1.   | Adrenaline          | 頌樂（MAMAMOO） | 3:26 |
| 2.   | Adrenaline（Inst.） |                 | 3:26 |

- Part.4（發行日期：2021年3月21日）

| 曲序 | 曲目               | 演唱    | 时长 |
| ---- | ------------------ | ------- | ---- |
| 1.   | Lacrimosa          | LA POEM | 3:47 |
| 2.   | Lacrimosa（Inst.） |         | 3:47 |

- Part.5（發行日期：2021年4月4日）

| 曲序 | 曲目                  | 演唱  | 时长 |
| ---- | --------------------- | ----- | ---- |
| 1.   | Is This Love          | Aalia | 3:38 |
| 2.   | Is This Love（Inst.） |       | 3:38 |

- Part.6（發行日期：2021年4月25日）

| 曲序 | 曲目                             | 演唱      | 时长 |
| ---- | -------------------------------- | --------- | ---- |
| 1.   | I'm Always by Your Side          | John Park | 3:52 |
| 2.   | I'm Always by Your Side（Inst.） |           | 3:52 |

## 收視率
| 集數       | 播出日期   | AGB收視率        | AGB收視率      |
| 集數       | 播出日期   | 大韓民國（全國） | 首爾（首都圈） |
| ---------- | ---------- | ---------------- | -------------- |
| 1          | 2021/02/20 | 7.659%           | 8.728%         |
| 2          | 2021/02/21 | 9.295%           | 10.207%        |
| 3          | 2021/02/27 | 8.121%           | 9.340%         |
| 4          | 2021/02/28 | 10.215%          | 11.201%        |
| 5          | 2021/03/06 | 9.674%           | 10.683%        |
| 6          | 2021/03/07 | 11.082%          | 12.165%        |
| 7          | 2021/03/13 | 9.241%           | 9.992%         |
| 8          | 2021/03/14 | 10.380%          | 11.292%        |
| 9          | 2021/03/20 | 9.057%           | 9.729%         |
| 10         | 2021/03/21 | 11.375%          | 12.745%        |
| 11         | 2021/03/27 | 9.311%           | 10.705%        |
| 12         | 2021/03/28 | 10.736%          | 12.405%        |
| 13         | 2021/04/03 | 10.815%          | 11.555%        |
| 14         | 2021/04/04 | 11.258%          | 12.487%        |
| 15         | 2021/04/10 | 10.296%          | 11.150%        |
| 16         | 2021/04/11 | 10.572%          | 11.600%        |
| 17         | 2021/04/24 | 10.961%          | 12.278%        |
| 18         | 2021/04/25 | 12.276%          | 13.912%        |
| 19         | 2021/05/01 | 11.854%          | 12.659%        |
| 20         | 2021/05/02 | 14.636%          | 16.564%        |
| 平均收視率 | 平均收視率 | 10.441%          | 11.570%        |
| 特輯       | 2021/04/17 | 4.445%           | 5.098%         |

- 收視最低的集數以藍色表示，收視最高的集數以紅色表示，而空格則表示該集的收視沒有相關數據。